# فرد ويست (لاعب كرة قدم أسترالية)
فرد ويست (بالإنجليزية: Fred West)‏ هو لاعب كرة قدم أسترالية أسترالي، ولد في 17 ديسمبر 1929، وتوفي في 24 نوفمبر 2011.

## وصلات خارجية
- فرد ويست على موقع AustralianFootball.com (الإنجليزية)
- فرد ويست على موقع AFLtables.com (الإنجليزية)